# Problema de Brocard
El problema de Brocard es una cuestión abierta de las matemáticas que consiste en encontrar valores naturales de {\displaystyle n} y de {\displaystyle m} tales que:
{\displaystyle n!+1=m^{2}}
donde {\displaystyle n!} es el factorial de {\displaystyle n}. Fue tratado por Henri Brocard en un par de artículos en 1876 y 1885, e independientemente en 1913 por Srinivasa Ramanujan.

## Números de Brown
Las parejas de números ({\displaystyle n}, {\displaystyle m}) que son soluciones del problema de Brocard se llaman números de Brown, llamados así por Clifford Pickover en su libro "Keys to Infinity" (Llaves hasta el infinito), de 1995, mencionando el problema planteado por Kevin S. Brown. Actualmente solo se conocen tres pares de números de Brown: (4, 5), (5, 11) y (7, 71), basado en las igualdades:
4! + 1 = 5² = 25
5! + 1 = 11² = 121
7! + 1 = 71² = 5041
Paul Erdős conjeturó que no existen otras soluciones. Las búsquedas por ordenador hasta mil billones no han encontrado otras soluciones.

## Conexión con la conjetura abc
Se deduciría de la conjetura abc que solo hay un número finito de números de Brown. 
De manera más general, también se seguiría de la conjetura abc que
{\displaystyle n!+A=k^{2}}
tiene solo un número finito de soluciones, para cualquier número entero {\displaystyle A}, y que
{\displaystyle n!=P(x)}
tiene solo un número finito de soluciones enteras, para cualquier polinomio {\displaystyle P(x)} dado de grado al menos 2 con coeficientes enteros. 

## Lecturas relacionadas
- Guy, R. K. (2004), «D25: Equations involving factorial {\displaystyle n}», Unsolved Problems in Number Theory (3rd edición), New York: Springer-Verlag, pp. 301-302.